# Битва при Сан-Хасинто (1855)
Битва при Сан-Хасинто (исп. Batalla de San Jacinto) произошла ранним утром 29 октября 1855 года недалеко от ручья Сан-Хасинто, в районе, который позже стал Эстансия Фортабат, в том, что сейчас является полугородско-сельской местностью между Лома-Негра и городом Олаваррия, округ-муниципалитет Олаваррия, которые все расположены в провинции Буэнос-Айрес, Аргентина.
В нем войска под командованием генерала Мануэля Орноса столкнулись с войсками под командованием лонко (или вождя) Кальфукуры, который объединился и пользовался поддержкой вождей Хуана Катриеля «Младшего» и капитана Качула, которые все вместе одержали верх и победили Орноса. С этой целью они устроили на него засаду и, притворившись, что они отступают, ведут его сражаться в болотистую местность, называемую местными жителями «тахамар», район, расположенный недалеко от того места, где сегодня проходит провинциальное шоссе на трассе 51. Там туземцам удается обездвижить пушки и солдат, что приводит к бесчисленным жертвам и катастрофическому поражению Мануэля Орноса.
В тот день Орнос наступал во главе около 1300 солдат. Арауканский вождь (лонко) Кальфукура имел под своим командованием гораздо больше индейцев. Битвы при Сан-Хасинто и при Сьерра-Чика остановили продвижение аргентинских войск из Буэнос-Айреса на запад и юг от Фортин-дель-Асуль чуть более чем на десятилетие, пока они не продвинулись примерно в 1865 году, а в 1867 году не был официально основан город Олаваррия, который стал главой будущего муниципалитета Олаваррия, образованной в конце октября 1878 года на территории, которая ранее была частью партий Асуль и Тапальке.
Битва получила такое название потому, что произошла в «Эстансии Сан-Хасинто», месте, где протекает река, которую называли ручьем Сан-Хасинто. В то время эта эстансия принадлежала Селестино Муньосу, который после разграбления поместья Кальфукурой передал его в собственность Хуану Пуртале, деду Альфредо Фортабата, пионеру, начавшему разработку богатств гор Олаваррия в районе Лома-Негра. Позднее братья Хуан, Карлос и Альфредо Фортабат унаследовали земли своего деда по материнской линии, поскольку их мать Елена Пуртале умерла. Через некоторое время Альфредо Фортабат выкупил у своих братьев неразделенные доли поместья и переименовал его в «Эстансия Фортабат».
Поражение в битве при Орносе глубоко потрясло общественное мнение, и в Законодательное собрание поступили запросы, в результате чего тогдашний военный министр Бартоломе Митре подал в отставку.
Своими победами над Бартоломе Митре и Мануэлем Орносом лонко Кальфукура подтвердил свой авторитет среди индейцев, для которых он показал себя непобедимым вождем и был признан верховным предводителем пампасов, получив даже прозвище «Наполеон пампасов».